# Lars Bak (datalog)
 Der er flere personer med dette navn, se Lars Bak (flertydig).
Lars Bak (født 1965) er en dansk datalog, der er tidligere leder af Googles  udviklingsafdeling på Katrinebjerg i Århus og i den sammenhæng har haft hovedansvaret for udviklingen af virtuelle maskiner til blandt andet Google Chrome browseren.
Lars Bak er uddannet på Aarhus Universitet og har siden blandt andet arbejdet hos Sun Microsystems, både i USA og Danmark, inden han var med til at starte Googles udviklingsafdeling i Århus.
I 2018 stod Bak bag grundlæggelsen af firmaet Toitware, der arbejder med IoT-enheder. Han er CTO i dette firma.